# Germaine Comeau
Pour les articles homonymes, voir Comeau.
Germaine Comeau est une romancière et dramaturge acadienne née en 1946 à Yarmouth, en Nouvelle-Écosse (Canada).

## Biographie
Germaine Comeau naît en 1946 à Yarmouth, au Sud-Ouest de la Nouvelle-Écosse.
Elle obtient un baccalauréat ès arts de l'Université Sainte-Anne en 1967 et ensuite un baccalauréat en pédagogie de l'Université d'Ottawa en 1968. Elle enseigne d'abord dans Clare mais retourne à Ottawa en 1971 pour étudier la traduction.
Elle écrit la pièce Les Pêcheurs déportés en 1974 et entreprend une maîtrise en études théâtrales à l'Université Sorbonne Nouvelle - Paris 3 à Paris en 1977. En 1980, elle commence à travailler comme agente de développement pédagogique au Conseil provincial de ressources pédagogiques de Pointe-de-l'Église. Elle devient ensuite rédactrice, traductrice et graphiste à son compte. Elle réside à La Butte, en Nouvelle-Écosse.
Elle écrit les romans L'Été aux puits secs en 1983 et Laville en 2008. Le premier est lauréat du prix France-Acadie et le second du prix littéraire Antonine-Maillet/Acadie Vie. Son œuvre s'inspire de son milieu et se fonde sur la quotidienneté. Dans sa pièce et son premier roman, les personnages posent des gestes contraires aux valeurs traditionnelles mais finissent par préférer la conformité au rejet par leur communauté. Laville est plutôt un roman dans un roman, mêlant présent, passé et imaginaire, dans lequel un personnage écrit un roman sur une ville acadienne de deux millions d'habitants située au bord du bassin des Mines, avant la Déportation des Acadiens. Dans ses œuvres, elles utilise différents registres de langue, incluant le français acadien de la Nouvelle-Écosse.